# The Severn Suite
The Severn Suite, Op. 87, è una composizione scritta da Sir Edward Elgar. È un'opera tardiva, scritta nel 1930, risultato di un invito a scrivere un pezzo di prova per il concorso National Brass Band Championship. Era dedicata al suo amico, lo scrittore e critico George Bernard Shaw.

## Storia

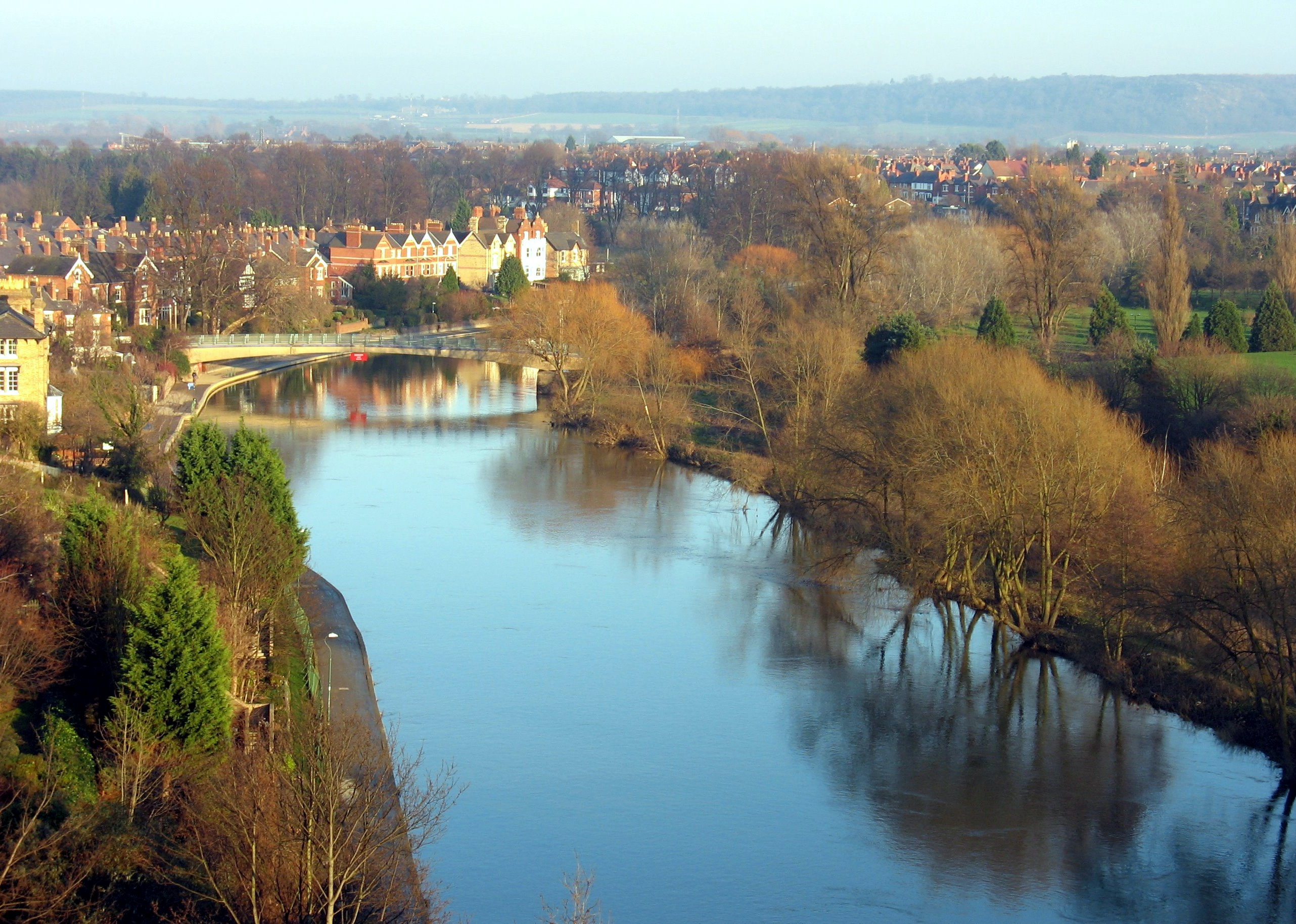
Il Severn dal Castello

Il Severn del titolo è il nome del fiume che attraversa il centro della città di Worcester, dove Elgar trascorse la sua infanzia e visse in seguito. I sottotitoli si riferiscono a luoghi storici della città. Questi sottotitoli non furono ideati dallo stesso Elgar, ma furono successivamente aggiunti all'arrangiamento per banda militare pubblicato nel 1931.
Il lavoro fu commissionato da Herbert Whiteley del comitato del National Brass Band Championship e capo degli editori della banda di ottoni R. Smith & Company. Sebbene sia probabile che Elgar inizialmente si aspettasse solo di fornire una "partitura breve" che sarebbe poi stata orchestrata da un esperto di banda di ottoni, in realtà Elgar alla fine realizzò tutta l'orchestrazione da solo. Henry Geehl, compositore per banda di ottoni e dipendente di R. Smith, in seguito dichiarò di aver orchestrato il pezzo, dando a diversi giornali un resoconto altamente circostanziato del suo coinvolgimento. Tuttavia nel 1995 il manoscritto originale, interamente per mano di Elgar, riapparve in un'asta - la sua apparizione dimostra che l'affermazione di lunga data di Geehl di aver orchestrato l'opera era in realtà fraudolenta. Il manoscritto fu successivamente acquisito dall'Elgar Birthplace Museum, dove è ora situato.
La prima esibizione fu al National Brass Band Championship al Crystal Palace il 27 settembre 1930, che fu vinto dalla Foden's Motor Works Band. Registrarono in seguito estratti del lavoro. Fu pubblicato da R. Smith & Co. quell'anno.
A seguito di un invito a registrare il lavoro, il compositore lo arrangiò per orchestra sinfonica nel 1931 e questa ebbe la sua prima esibizione il 14 aprile 1932 con il compositore alla guida della London Symphony Orchestra. La partitura di questa versione, pubblicata per la prima volta da Acuta Music nel 1991, si basava sulla bella copia di un editore, scritta a mano. Questa pubblicazione fu successivamente rivista in seguito alla ricomparsa del manoscritto orchestrale originale del compositore nel 2010.
Nel 2019 il professor Stephen Arthur Allen (Rider University) preparò una nuova edizione critica per il 90º anniversario della partitura per banda di ottoni, correggendo tutti gli errori commessi da Geehl durante la preparazione della versione originale pubblicata del 1930.

## Struttura
Ci sono cinque movimenti, che si susseguono senza interruzioni:
1. Introduction (Worcester Castle) - Pomposo
2. Toccata (Tournament) - Allegro molto
3. Fugue (The Cathedral) - Andante
4. Minuet (Commandery) - Moderato
5. Coda - Lento - Pomposo

Dei cinque movimenti, la Fugue è una rielaborazione di un pezzo per pianoforte recente ma inedito, Fuga in do minore (1923). Minuet si basa su opere da camera per legni scritte nel 1870. Molti libri di riferimento affermano che The Severn Suite era interamente basato su "vecchi schizzi", ma i restanti tre movimenti sono, per quanto ne sappiamo, composizioni originali.

## Strumentazione
Banda di ottoni
Cornetta soprano, cornetta solista, cornetta repieno e flicorno, 2a e 3a cornetta, corno tenore solista, 1° e 2° corno tenore, 1° e 2° baritono, 1° e 2° trombone tenore, trombone basso, eufonio, tube in mi e si bemolle, batteria (tamburo laterale, piatti, grancassa).
Orchestra Sinfonica
Ottavino, 2 flauti, 2 oboi, corno inglese, 2 clarinetti in si bemolle, clarinetto basso, 2 fagotti, controfagotto, 4 corni in fa, 3 trombe in si bemolle, 3 tromboni, tuba, timpani, tamburo laterale, piatti, grancassa e archi.

## Arrangiamenti
Oltre alle versioni orchestrale e per ottoni del compositore:
- Banda militare, arr. Henry Geehl (1931), editore Keith Prowse
- Organo, arr. Ivor Atkins come per la Sonata per organo n. 2 Op. 87a di Elgar (1933), editore Keith Prowse
- Banda da concerto, trans. Alfred Reed (1973), editore Sam Fox, Inc.

## Incisioni
- The Severn Suite - 90th Anniversary Critical Edition Prof. Stephen Arthur Allen with the Princeton Brass band